# Purworejo (Pacitan)
Purworejo is een bestuurslaag in het regentschap Pacitan van de provincie Oost-Java, Indonesië. Purworejo telt 1598 inwoners (volkstelling 2010).